# الریخ (دهانه)
الریخ یک دهانه برخوردی در ماه‌ است.

## دهانه‌های اقماری
این دهانه ۴ دهانه اقماری دارد.
| Ehrlich | عرض جغرافیایی | طول جغرافیایی | قطر          |
| ------- | ------------- | ------------- | ------------ |
| Z       | ۴۲.۲° N       | ۱۷۲.۴° W      | ۲۸.۰ کیلومتر |
| J       | ۴۰.۲° N       | ۱۷۰.۷° W      | ۲۵.۰ کیلومتر |
| W       | ۴۲.۷° N       | ۱۷۴.۰° W      | ۲۶.۰ کیلومتر |
| N       | ۳۹.۰° N       | ۱۷۳.۱° W      | ۱۹.۰ کیلومتر |